# Narcissus × hannibalis
Narcissus × hannibalis là một loài thực vật có hoa lai ghép trong họ Amaryllidaceae. Loài này được A.Fern. mô tả khoa học đầu tiên năm 1973.